# О трагическом
«О трагическом» (норв. «Om det tragiske») — философский труд норвежского философа и писателя Петера Весселя Цапффе, впервые опубликованный в 1941 году. Книга представляет собой исследование концепции трагического в человеческом существовании, рассматривая его через призму биологии, психологии и философии.

## Содержание книги
Петер Цапффе в «О трагическом» рассматривает трагическое не как эстетический или метафизический феномен, а как объективную возможность, обусловленную структурой жизни организма. Цель автора — показать, какие биологические условия делают трагическое необходимым, не сводя его к чисто эмоциональным или литературным понятиям .
Цапффе начинает с того, что любой организм существует как система интересов, направленных на сохранение жизни и благополучие отсылаясь к работам Якоба фон Икскюля. Через «функциональный круг» (Merknetz ↔ Wirknnetz) он воспринимает «мир восприятия» и действует в «мире действия» (раздел 3–4) . Рецепторы никогда не отражают весь мир, поэтому один объект может казаться одновременно и полезным, и опасным. Когда в одном объекте соприкасаются два или более жизненно важных интереса, возникает неразрешимый конфликт, лежащий в основе трагического (раздел 6) .
Усложнение нервной системы у человека делает боль более сложным явлением: помимо непосредственного повреждения, боль может быть проекцией внутренних нарушений (раздел 5) . Синтез внешнего и внутреннего приводит к «острому экзистенциальному напряжению»: чем шире круг интересов (социальных, этических, духовных), тем более уязвим индивид перед чувством несоответствия между своими стремлениями и реальными условиями.
В исследовании личности Цапффе выделяет три типа поведения: 
– фиксированное (непосредственно детерминированное),
– полуфиксированное (доступен выбор «да» или «нет»), 
– нефиксированное (осознанно контролируемое) . 
Нарушение «жизненного баланса» наступает, когда внешние условия не позволяют удовлетворить ни гетеротелические, ни автотелические интересы.
У человека часто бывает либо дефицит, либо избыток способностей. При дефиците возникает комплекс неполноценности, который человек может «сублимировать» (например, описать своё страдание в трагедии) . При избытке способностей появляется «автотелический избыток»: человек ощущает силу и желание самореализоваться, но среда не предоставляет задач, соответствующих этому избытку .
Когда задача совпадает со способностями, наступает «реальное решение»: процесс приносит автотелическое удовлетворение, боль уходит, функциональный круг замыкается . В реальной жизни «реальных решений» крайне мало, и чаще человек сталкивается с неудовлетворённостью или ищет суррогаты .
В шестой главе Цапффе подробно разбирает суррогаты — искусственные формы, заполняющие «пустотные промежутки» между способностями и доступными задачами. 
Ключевые суррогаты: 
– якорение: привязка к устойчивой системе смыслов (род, религия, идеология), что иллюзорно «растворяет» личный конфликт; 
– отвлечение: бесконечная занятость (работа, хобби, досуг, алкоголь, наркотики), но пауза возвращает метафизическую пустоту; 
– автотелическая фиксация: погружение в чистое действие (спорт, ремесло, азарт), создающее «стерильный» поток, не решающий глубокого конфликта; 
– рационализация: превращение страдания в «моральное испытание» (жертва, долг, искупление) с «метафизической надеждой» на будущее, хотя оснований нет; 
– сублимация: перенаправление дефицита или избытка способностей в «высокую» сферу (искусство, философию, науку, религию) с мученическим оттенком, но без устранения исходного конфликта .
Цапффе выделяет два вида интересов (отдельные разделы книги): 
– гетеротелический интерес — стремление к внешним целям (выжить, получить признание, обеспечить потомство); 
– автотелический интерес — «чистое действие» ради самого себя, без утилитарной цели .
Столкновение этих интересов рождает второй уровень трагического: когда автотелические устремления (творчество, духовная самореализация) противоречат гетеротелическим (обязанности перед семьёй, выживание), возникает новая трагедия. Аналогично, противоборство двух равнозначно «великих» автотелических идеалов также создаёт взаимоисключающую трагедию .
Цапффе показывает, как люди пытаются оправдать страдание через понятие справедливости (биологической, социальной, юридической, моральной, религиозной, метафизической). Но трагическое проявляется там, где никакая форма справедливости не способна объяснить несоразмерность усилий, страданий и результатов, порождая чувство абсурда .
Далее Цапффе рассматривает историко-эстетический аспект: примеры античных мифов (Прометей, Икар), религиозных сюжетов (Иов, Иисус) и литературных трагедий (Антигона, Фауст, Ромео и Джульетта). Они выступают как образные суррогаты, позволяющие «символически пережить» трагический конфликт, но не меняющие реальность жизни .
В заключительных главах Цапффе подчёркивает, что трагическое не устраняется ни культовыми формами, ни рационализациями: человек должен принять его как неотъемлемый факт жизни. Это позволяет видеть ценность в самом акте борьбы, а не в результате.
Наконец, Цапффе описывает героический выбор — добровольное соотнесение автотелического идеала с «линией смерти». В этом акте смерть становится триумфом высшей цели: человек умирает, но автотелическая ценность сохраняет свою силу, превращая трагедию в трагический триумф .
Таким образом, «О трагическом» выстраивает полную картину трагического как биологического, психологического и философского феномена: от конфликта интересов и боли, через дефицит и избыток способностей, реальное решение, суррогаты и конфликт интересов, до принятия трагического и героического выбора.

## Первоначальная версия «О трагическом»
В интервью 1989/1990 годов Петер Цапффе рассказал, что первоначальная версия его докторской диссертации «О трагическом» имела ярко выраженный поэтический и проповеднический характер, отчасти сходный с интонацией его более раннего эссе «Последний мессия». Как отметил Арне Нэсс — научный руководитель Цапффе и автор предисловия к опубликованному варианту, — текст необходимо было привести либо к форме поэтического порыва, либо к строгой научной аргументации, где всё может быть обосновано и доказано. Цапффе согласился с этой оценкой: «Мне было важно, чтобы работа была обоснованной и выдержанной. Эмоциональную сторону я оставил — первоначальная рукопись лежит большими стопками в подвале».
Поэтическая форма, к которой он изначально тяготел, была, по его словам, намеренной и имела «скрытый замысел» — направить читателя не только к пониманию, но и к переживанию трагического, как это происходило в «Последнем мессии». Хотя основное содержание диссертации было приведено в аналитическую форму, некоторые элементы поэтической экспрессии всё же сохранились.
Цапффе привёл пример из книги Иова, где в финале герой «капитулирует» перед Богом, понимая, что его противник не только недостоин борьбы, но и неспособен понять его позицию. Этот приём — прямая речь, отказ от логического вывода в пользу экзистенциального жеста — Цапффе называет «антиатеистичным» и признаёт, что он использовался им намеренно как поэтическое средство, чтобы усилить воздействие на читателя. Таким образом, несмотря на отказ от первоначального стиля, поэтическая основа, аналогичная по тону «Последнему мессии», оставила заметный след в финальной редакции.

## История создания
Цапффе приступил к написанию «Om det tragiske» в 1930-х годах. Эта работа выросла из его предыдущих размышлений о человеческом существовании, впервые изложенных в его знаменитом эссе «Последний Мессия» (норв. Den sidste Messias), опубликованном в 1933 году в журнале «Morgenbladet». В «Последнем мессии» Цапффе представил свои основные идеи о трагичности человеческого существования, рассматривая человечество как «биологическую аномалию», обреченную на страдания из-за своей сознательности.
В «О трагическом» Цапффе продолжил развитие этих идей, предложив более систематизированное и глубокое философское исследование природы трагедии. Он по части философии он черпал вдохновение в трудах Артура Шопенгауэра и Фридриха Ницше, по части психологии есть множество отсылок на работы Зигмунда Фрейда, также в книге есть отсылки на норвежские культурные и литературные традиции.

## Издания на других языках
Книга была принята в научных кругах с интересом, но также вызвала споры из-за своего пессимистического взгляда на человечество. Цапффе, известный своим скептицизмом по отношению к прогрессу и человеческой природе, оставался относительно малоизвестным за пределами Норвегии вплоть до конца XX века.
Тем не менее, его идеи о трагическом стали популярны среди экзистенциалистов и сторонников философского пессимизма. В 2024 году книга была впервые переведена на английский язык переводчиком Райаном Л. Шоулером (Ryan L. Showler), что привлекло к труду Цапффе внимание широкой международной аудитории. Предисловие к изданию на английском языке написал Томас Лиготти и Дэвид Бенатар. 
В конце 2024 года был закончен перевод на русский язык Владиславом Константиновичем Педдером. «О трагическом» в переводе Педдера с норвежского выпускается издательством «Тотенбург с 2025 года. В июне 2025 года вышел первый том. В нее вошли предисловия Томаса Лиготти, Девида Бенатара и Яна Браге Гандерсена.

## Влияние и наследие
«О трагическом» оказала значительное влияние на философию пессимизма и экзистенциализма. Работы Цапффе сравниваются с произведениями таких философов, как Шопенгауэр, Ницше и Альбер Камю. Непосредственное влияние идеи Цапффе оказали на Томаса Лигготи, что нашло свое отражение в его эссе «Заговор против человеческой расы».
Монография Владислава Константиновича Педдера «Опыт трагического» посвящена творчеству Петера Весселя Цапффе. Работа переосмысливает и развивает философские идеи Цапффе в контексте современной мысли.
«О трагическом» продолжает оставаться важным источником для изучающих природу трагического в человеческом существовании и роль сознания в определении судьбы человека.